# الجنيه الجامايكي
الجنيه الإسترليني هو العملة الرسمية لجامايكا بين عامي ١٨٤٠ و١٩٦٩. وكان متداولاً كمزيج من العملات الإسترليني والعملات المعدنية والأوراق النقدية الصادرة محلياً، وكان يساوي دائماً الجنيه الإسترليني. كما استُخدم الجنيه الجامايكي في جزر كايمان وجزر توركس وكايكوس.

## تاريخ
كانت العملة الأولى المستخدمة في جامايكا هي المارافيدى النحاسية الإسبانية. لمدة أربعمائة عام تقريبًا، كانت الدولارات الإسبانية، المعروفة باسم قطع الثمانية، مستخدمة على نطاق واسع على طرق التجارة العالمية، بما في ذلك منطقة البحر الكاريبي. ومع ذلك، في أعقاب الحروب الثورية في أمريكا اللاتينية، جفت مصادر عملات التجارة الفضية هذه. سُكت آخر دولار إسباني في دار سك العملة بوتوسي عام 1825. اعتمدت المملكة المتحدة معيار الذهب عام 1821، وبالتالي كان عام 1825 وقتًا مناسبًا لإدخال العملة المعدنية الإسترليني في جميع المستعمرات البريطانية. مُرر مرسوم إمبراطوري في المجلس في ذلك العام لأغراض تسهيل هذا الهدف من خلال جعل العملة المعدنية الإسترليني عملة قانونية في المستعمرات بالسعر المحدد وهو دولار إسباني واحد يعادل أربعة شلنات وأربعة بنسات إسترلينية. ومع ذلك، نظرًا لأن الجنيه الإسترليني كان خاضعًا لمعيار الذهب، فإن سعر الصرف هذا لا يمثل بشكل واقعي قيمة الفضة في الدولارات الإسبانية مقارنة بقيمة الذهب في الجنيه الذهبي البريطاني. لذلك، كان لأمر المجلس، في العديد من المستعمرات، تأثير فعلي في إقصاء العملة الإسترليني بدلاً من تشجيع تداولها. كان لا بد من سن تشريع علاجي في عام 1838 لإدخال سعر صرف أكثر واقعية وهو دولار واحد يساوي 4/2 جنيه إسترليني. ومع ذلك، في جامايكا وهندوراس البريطانية وبرمودا، ولاحقًا أيضًا في جزر البهاما، وضع التصنيف الرسمي جانبًا لصالح ما كان يُعرف بتقليد "المكاروني"، حيث كان الشلن البريطاني، المشار إليه باسم "المكاروني"، يُعامل على أنه ربع دولار. كان الرابط المشترك بين هذه الأقاليم الأربعة هو بنك نوفا سكوشا الذي أدخل تقليد "المكاروني"، مما أدى إلى نجاح إدخال كل من العملة الإسترليني والحسابات الإسترليني. في عام 1834، صُدرت عملات فضية من فئة ثلاثة بنسات وثلاثة أنصاف بنس (قُدم بنس) بقيمة حقيقي و سُميت الثلاثة أنصاف بنس "الربع" أو "الكواتيز". استُخدمت هذه العملات تحديدًا في جمع التبرعات الكنسية لاعتقادٍ سائد بين السود بأن العملات النحاسية غير مناسبة لهذا الغرض. ولذلك سُميت "الكواتيز المسيحية". 
ينبغي النظر إلى تاريخ العملة في جامايكا في إطار عملات جزر الهند الغربية البريطانية الأوسع. كانت جامايكا الإقليم الوحيد في جزر الهند الغربية البريطانية الذي استخدم إصدارات إقليمية خاصة من العملة الإسترليني.

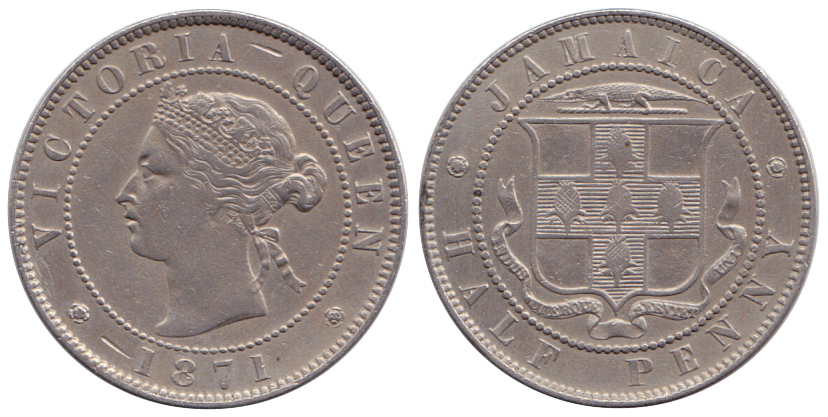
نصف بنس 1871، الملكة فيكتوريا

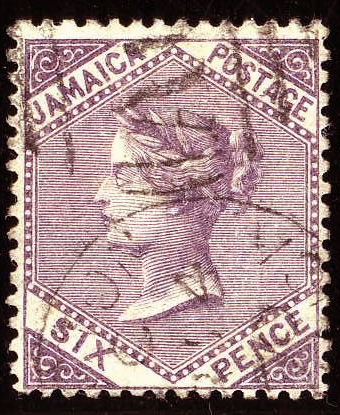
طابع بريدي جامايكي بقيمة 6 بنسات،

في عام 1839، أقر البرلمان البريطاني قانونًا ينص على أنه اعتبارًا من 31 ديسمبر 1840، لن تكون العملات المعدنية الإسترلينية هي العملة القانونية في جامايكا، مما أدى إلى إلغاء تداول جميع العملات الإسبانية، باستثناء الدبلون الذهبي الذي بلغت قيمته 3 جنيهات إسترلينية. 4 شلن. كانت العملات المعدنية المستخدمة هي الفاردينج ( د)، نصف بنس ( د)، بنس (1د)، ثلاثة أنصاف بنس ( د)، وثلاثة بنسات (3 بنسات)، وستة بنسات (6 بنسات)، وشلن (1/–)، وفلورين (2/–)، ونصف كراون (2/6)، وكراون (5/–).
في عام 1904، صدر قانون الأوراق النقدية، "الذي يشكل مجلس مفوضين لإصدار أوراق نقدية تسمى أوراق نقدية بقيمة 10 شلن لكل منها"، على الرغم من عدم إصدار مثل هذه الأوراق النقدية في ذلك الوقت. عُدل هذا القانون بالقانون 17 لعام 1918 الذي سمح "بإصدار أوراق نقدية للفئات التي قد توافق عليها". أصدر مفوضو العملة الأوراق النقدية الأولى بموجب هذه القوانين في 15 مارس 1920، في فئات 2/6 و5/- و10/-، حيث تحمل كل ورقة نقدية نقشًا يفيد بأنها "صادرة بموجب سلطة القانون 27 لعام 1904 والقانون 17 لعام 1918". أصدر مجلس المفوضين هذه الفئات الثلاث الأصغر فقط؛ وأصدرت البنوك المعتمدة العاملة في جامايكا أوراقًا نقدية بقيمة 1 جنيه إسترليني و5 جنيهات إسترلينية.  ومع ذلك، في عام 1940، بدأت الحكومة في إنتاج أوراق نقدية بقيمة 1 جنيه إسترليني و5 جنيهات إسترلينية.
زاد تحرير العبيد عام ١٨٣٨ من الحاجة إلى سكّ العملات في جامايكا، وخاصةً العملات المعدنية منخفضة القيمة، إلا أن الجامايكيين السود ظلوا مترددين في استخدام العملات النحاسية. كان الحل هو استخدام النيكل النحاسي، الذي اعتُمد عام ١٨٦٩. سُكّت البنسات ونصف البنسات للاستخدام في جامايكا، لتصبحا أول عملات جامايكية حقيقية. وابتداءً من عام ١٨٨٠، سُكّ الفارذنج أيضًا بالنيكل النحاسي.
في أكتوبر/تشرين الأول ١٩٦٠، مُنح بنك جامايكا الحق الحصري في سكّ العملات المعدنية وإصدار الأوراق النقدية في جامايكا. وفي الأول من مايو/أيار ١٩٦١، صدرت أوراقه النقدية من فئات ٥ شلنات و١٠ شلنات وجنيه إسترليني واحد و٥ جنيهات إسترلينية.
في 30 يناير / كانون الثاني 1968، صوّت مجلس النواب الجامايكي على تحويل العملة إلى النظام العشري، مُدخلاً دولاراً جديداً بقيمة 10/-، مُقسّماً إلى 100 سنت (أي أن السنت الواحد يُعادل 1 1/5 د بالضبط). في ذلك الوقت، صدرت عملات معدنية من فئات 1 سنت (1 1/5 د)، و5 سنتات (6 د)، و10 سنتات (1/-)، و20 سنتاً (2/-)، و25 سنتاً (2/6)، بالإضافة إلى أوراق نقدية من فئات 50 سنتاً (5/-)، ودولار واحد (10/-)، ودولارين (1 جنيه إسترليني)، و10 دولارات (5 جنيهات إسترلينية). طُرحت هذه العملات المعدنية والأوراق النقدية للتداول في 8 سبتمبر/أيلول 1969.
اختلف الدولار الجامايكي الجديد (ودولار جزر كايمان) عن جميع الدولارات الأخرى في جزر الهند الغربية البريطانية في أنه كان في الأساس وحدة جنيه إسترليني بقيمة عشرة شلنات، على غرار الطريقة التي نُفذ بها النظام العشري في أستراليا ونيوزيلندا وجنوب إفريقيا؛ حيث بدأت الدولارات الأخرى في جزر الهند الغربية إما بوحدة الدولار الأمريكي أو وحدة الدولار الإسباني.
| صورة | فئة                | وجه العملة              | يعكس                           |
| ---- | ------------------ | ----------------------- | ------------------------------ |
|      | 5/–                | الملكة إليزابيث الثانية | شلالات نهر دان                 |
|      | 10/–               | الملكة إليزابيث الثانية | مزرعة الموز                    |
|      | 1 جنيه إسترليني    | الملكة إليزابيث الثانية | حصاد                           |
|      | 5 جنيهات إسترلينية | الملكة إليزابيث الثانية | نبات تخزين، امرأة مع سلة فاكهة |